# Лотерея (гра, Мексика)

Анімація, яка показує традиційні способи перемоги в лотереї.

Лотерея (ісп. Lotería) — традиційна мексиканська настільна азартна гра, схожа на Бінго, у яку грають колодою з 54 або 56 карт. Кожна карта має свою назву та номер.

## Інструкція до гри
Кожен гравець має дошку з випадково створеною сіткою піктограм 4 на 4 з назвами та номерами. Крім стандартних дощок 4 на 4, також існують менші — 3 на 3, які переважно використовують діти або більші — 5 на 5. 
Ведучий гри дістає карту з колоди та називає її. Гравці дивляться на свої дошки, і якщо назва витягнутої карти збігається з піктограмою, гравець ставить на неї фішку. У Мексиці традиційно, як позначки використовують монети, пробки, кукурудзу або квасолю пінто. 
Ведучий продовжує витягувати карти з колоди, поки один з гравців не заповнить свою дошку за попередньо домовленою схемою, це може бути рядок, стовпець, діагональ, кожен кут дошки або інша схема. Переможцем стане той, хто першим сформує на своїй дошці зазначений на початку гри ряд та викрикне «Lotería» в знак перемоги.

## Історія гри
Гра виникла в Італії в 15 столітті та була привезена до Нової Іспанії (сучасна Мексика) у 1769 році. Спочатку лотерея була грою вищих класів, але з часом вона стала традиційною на мексиканських ярмарках.
Клементе Жак опублікував свою версію колоди карт в 1887 році. Вона потрапила до пайків та припасів мексиканських солдатів, що поширило популярність цієї версії і зробило її універсальною. Багато зображень у цій версії колоди карт лотереї нагадують карти Таро, які використовуються для ворожіння.
Карти Клементе Жака стали знаковими для мексиканської культури. Вони також відіграли значну роль у національній ідентичності Мексики протягом 19 століття. 
У 1930-ті римо-католицька церква розробила власну версію лотереї, через зв’язки зображень Клементе з картами Таро, адже віщування і ворожіння заборонені католицькою доктриною. Ця альтернативна колода лотереї складалася з католицьких зображень замість традиційних, щоб побожні католики могли насолоджуватися грою без гріха.

З появою онлайн-ігор та застосунків настільна гра лотерея поширилась в інтернеті, комп'ютерах та телефонах.

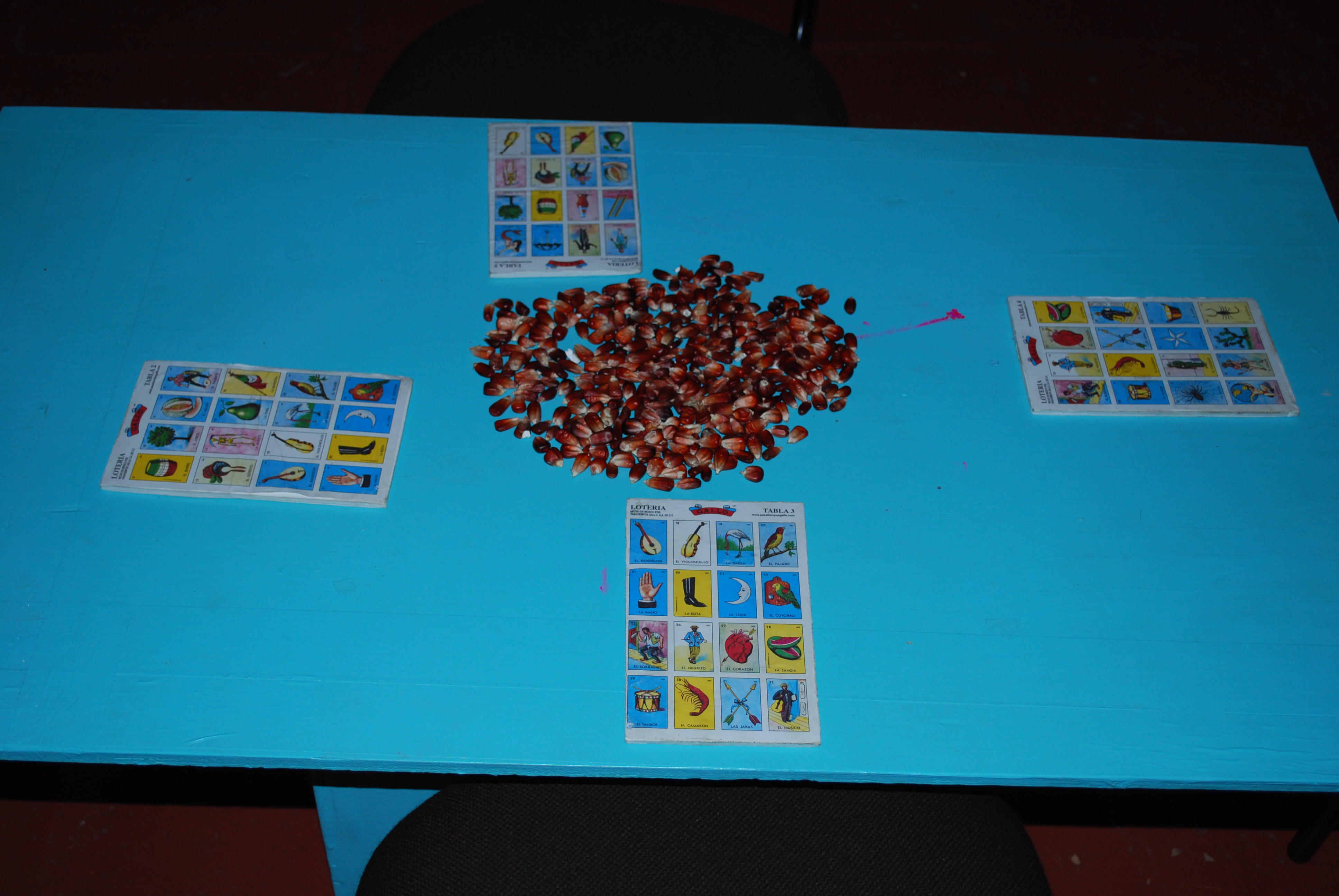
Дошки та сушена кукурудза, як фішки, в Музеї народних культур міста Толука, штат Мехіко.

## Картки та відповідні вірші
Нижче наведено список 54 оригінальних карт лотереї, які традиційно визнанні у Мексиці. Під назвою та номером кожної картки є вірші (іспанською мовою), які іноді використовуються, щоб повідомити гравцям, яка карта була витягнута з колоди. 
1. El gallo («півень»)
El que le cantó a San Pedro no le volverá a cantar.
Та, що співала для святого Петра, вже ніколи йому не співатиме.
2. El diablito («маленький диявол»)
Pórtate bien cuatito, si no te lleva el coloradito.
Поводься пристойно, друже, а то червоний забере тебе.
3. La dama («дама»)
Puliendo el paso, por toda la calle real.
Покращуй свою ходу, коли йдеш вулицею.
4. El catrín («денді»)
Don Ferruco en la alameda, su bastón quería tirar.
Сер Ферруко в тополиному гаю хотів викинути свою тростину.
5. El paraguas («парасолька»)
Para el sol y para el agua.
Для сонця і для дощу.
6. La sirena («русалка»)
Con los cantos de sirena, no te vayas a marear.
Не піддавайтеся пісням сирени.
7. La escalera («драбина»)
Súbeme paso a pasito, no quieras pegar brinquitos.
Підіймайся по мені крок за кроком, не намагайся проскочити.
8. La botella («пляшка»)
La herramienta del borracho.
Знаряддя п'яного.
9. El barril («бочка»)
Tanto bebió el albañil, que quedó como barril.
Муляр стільки випив, що став, як бочка.
10. El árbol («дерево»)
El que a buen árbol se arrima, buena sombra le cobija.
Хто до доброго дерева підійшов, того вкриває його добра тінь.
11. El melón («диня»)
Me lo das o me lo quitas.
Віддай мені або візьми.
12. El valiente («хоробра людина»)
Por qué le corres cobarde, trayendo tan buen puñal.
Чому ти біжиш, боягуз? Такий гарний кинджал приніс
13. El gorrito («маленький капелюшок»)
Ponle su gorrito al nene, no se nos vaya a resfriar.
Одягніть на дитину капелюх, щоб вона не застудилась.
14. La muerte («смерть»)
La muerte tilica y flaca.
Смерть, худа і тонка.
15. La pera («груша»)
El que espera, desespera.
Хто чекає, той впав у відчай. (espera «чекає» та es pera «це груша» є омофонами в мексиканській іспанській мові.)
16. La bandera («прапор»)
Verde blanco y colorado, la bandera del soldado.
Зелений, білий і червоний прапор солдата.
17. El bandolón («мандоліна»)
Tocando su bandolón, está el mariachi Simón.
Саймон грає на мандоліні маріачі.
18. El violoncello («віолончель»)
Creciendo se fue hasta el cielo, y como no fue violín, tuvo que ser violoncello.
Підростаючи, він потрапив на небо, а оскільки він не був скрипкою, йому довелося стати віолончеллю.
19. La garza («чапля»)
Al otro lado del río tengo mi banco de arena, donde se sienta mi chata pico de garza morena.
На тому іншому березі річки я маю свій піщаний берег, де сидить моя сіра чапля.
20. El pájaro («птах»)
Tu me traes a puros brincos, como pájaro en la rama.
Ви змушуєте мене стрибати туди-сюди, як пташка на гілці.
21. La mano («рука»)
La mano de un criminal.
Рука злочинця.
22. La bota («черевик»)
Una bota igual que la otra.
Черевик такий же, як і інший.
23. La luna («місяць»)
El farol de los enamorados.
Вуличний ліхтар закоханих.
24. El cotorro («папуга»)
Cotorro cotorro saca la pata, y empiézame a platicar.
Папуга, папуга, висунь кігті і почни зі мною балакати.
25. El borracho («п'яниця»)
A qué borracho tan necio ya no lo puedo aguantar.
Ой, який надокучливий п’яний, я більше не можу його терпіти.
26. El negrito («чорний чоловічок»)
El que se comió el azúcar.
Той, хто їв цукор.
27. El corazón («серце»)
No me extrañes corazón, que regreso en el camión.
Не пропусти мене, серденько, я повернуся автобусом.
28. La sandía («кавун»)
La barriga que Juan tenía, era empacho de sandía.
Роздутий живіт у Хуана був через те, що він з’їв занадто багато кавуна.
29. El tambor («барабан»)
No te arrugues, cuero viejo, que te quiero pa' tambor.
Не мнися стара шкіро, бо я хочу, щоб ти стала барабаном.
30. El camarón («креветка»)
Camarón que se duerme, se lo lleva la corriente.
Креветку, що спить, забирають припливи.
31. Las jaras («стріли»)
Las jaras del indio Adán, donde pegan, dan.
Стріли індіанця Адана вилетіли та влучили.
32. El musico («музикант»)
El músico trompas de hule, ya no me quiere tocar.
Музикант не хоче більше грати для мене.
33. La araña («павук»)
Atarántamela a palos, no me la dejes llegar.
Бий його палицею, не підпускай до мене.
34. El soldado («солдат»)
Uno, dos y tres, el soldado pa'l cuartel.
Раз, два, три, солдат прямує до форту.
35. La estrella («зірка»)
La guía de los marineros.
Путівник моряка.
36. El cazo («каструля»)
El caso que te hago es poco.
Уваги, яку я приділяю тобі, мало. (caso «увага» і cazo «каструля» є омофонами в мексиканській іспанській мові)
37. El mundo («світ»)
Este mundo es una bola, y nosotros un bolón.
Цей світ - м'яч, а ми - великий натовп.
38. El Apache («апачі»)
Ah Chihuahua! Cuánto apache con pantalón y huarache.
Ах, чихуахуа! Стільки коштує апачі зі штаними та взуттям.
39. El nopal («кактус опунція»)
Al nopal lo van a ver, nomás cuando tiene tunas.
На опунцію ходять дивитися тільки тоді, коли вона плодоносить.
40. El alacrán («скорпіон»)
El que con la cola pica, le dan una paliza.
Той, у кого хвіст свербить, отримує побої.
41. La rosa («троянда»)
Rosita, Rosaura, ven que te quiero ahora.
Розіта, Розаура, приходьте, я хочу, щоб ви зараз були тут.
42. La calavera («череп»)
Al pasar por el panteón, me encontré un calaverón.
Проходячи повз кладовище, я знайшов собі череп.
43. La campana («дзвін»)
Tú con la campana y yo con tu hermana.
Ти з дзвіночком, а я з твоєю сестрою.
44. El cantarito («глечик для води»)
Tanto va el cántaro al agua, que se quiebra y te moja las enaguas.
Глечик так лізе у воду, що розбивається і мочить ваші ноги.
45. El venado («олень»)
Saltando va buscando, pero no ve nada.
Стрибаючи, він шукає, але нічого не бачить. (venado «олень» звучить як ve nada «нічого не бачу»)
46. El Sol («сонце»)
La cobija de los pobres.
Ковдра бідних.
47. La corona («корона»)
El sombrero de los reyes.
Капелюх королів.
48. La chalupa («каное»)
Rema que rema Lupita, sentada en su chalupita.
Люпіта гребе, як може, сидячи у своєму човнику.
49. El pino («сосна»)
Fresco y oloroso, en todo tiempo hermoso.
Свіжий і ароматний, гарний у будь-яку пору року.
50. El pescado («риба»)
El que por la boca muere, aunque mudo fuere.
Риба біля його рота гине
51. La palma («пальма»)
Palmero, sube a la palma y bájame un coco real.
Палмере, залізь на пальму і принеси мені кокос, придатний для королів.
52. La maceta («квітковий горщик»)
El que nace pa'maceta, no sale del corredor.
Хто народжений вазоном, той далі коридору не виходить.
53. El arpa («арфа»)
Arpa vieja de mi suegra, ya no sirves pa'tocar.
Стара арфа моєї свекрухи, ти вже не годна грати.
54. La rana («жаба»)
Al ver a la verde rana, qué brinco pegó tu hermana.
Твоя сестра стрибнула, як побачила зелену жабу.
На додаток до цих 54 карток, які є найбільш стандартними, деякі інші лотереї включають колоду з 56 карт до яких додають гітару та яблуко.

## Цікаві факти
9 грудня 2019 року Google відзначив лотерею дудлом.
У липні 2021 року Netflix оголосив про екранізацію гри, режисером якої стане Джеймс Бобін, а головну роль — Еудженіо Дербес.
2 жовтня 2023 року на CBS відбулася прем’єра шоу, заснованого на мексиканській лотереї, під назвою Lotería Loca. У кожному епізоді два учасники змагаються за шанс виграти до 1 мільйона доларів.